# Manhattan (cocktail)

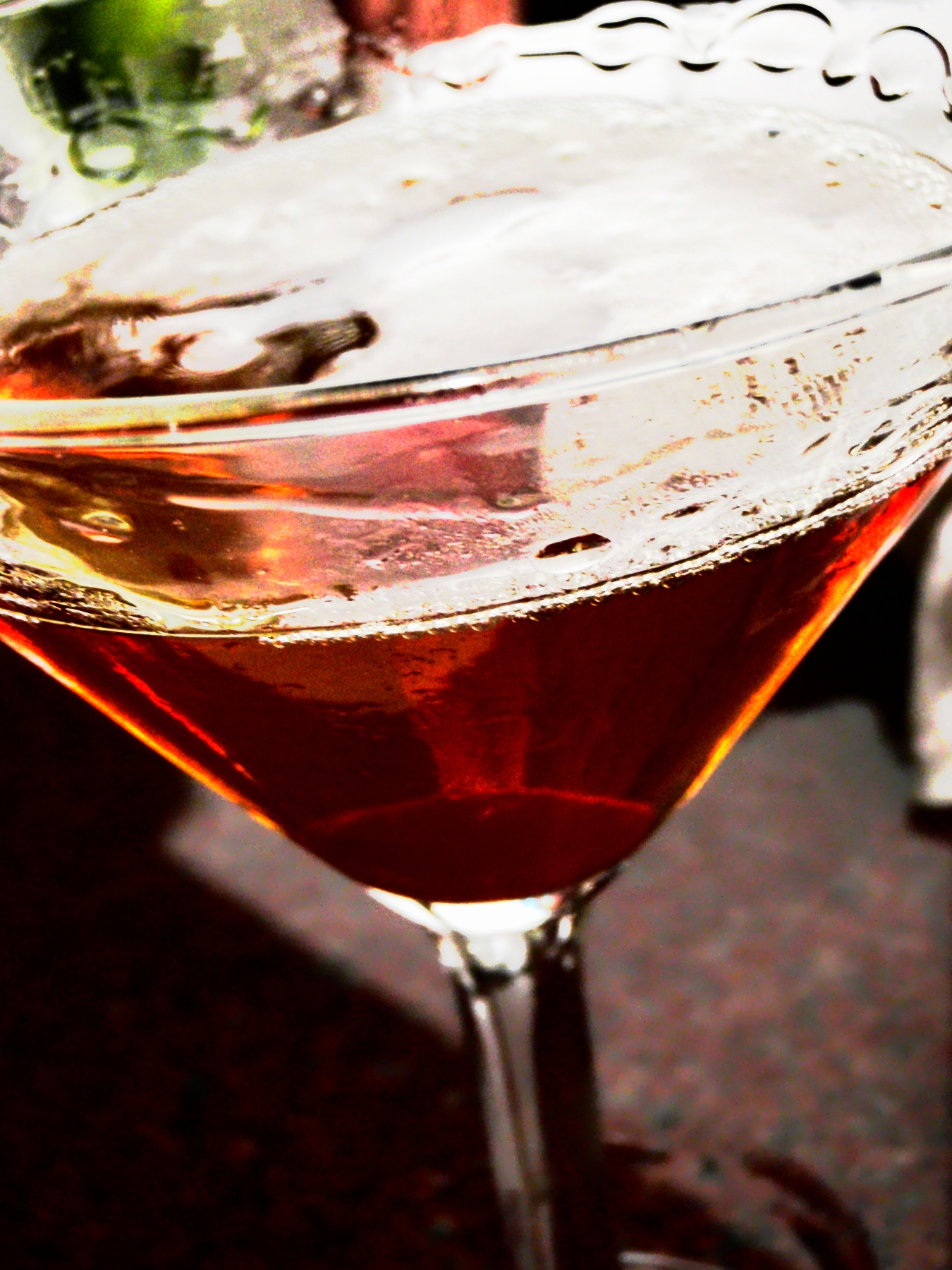
Orange peel Manhattan

De Manhattan is een cocktail uit de Shortdrinkklasse. Deze is vernoemd naar het New Yorkse stadsdeel Manhattan. Volgens de overleveringen zou zowel het recept als de naam bedacht zijn door Jennie Jerome, de Amerikaanse moeder van Winston Churchill. De oorspronkelijke cocktail is vijf delen Bourbon (whiskey), twee delen rode vermout en een scheutje Angostura bitters. Er bestaan intussen verschillende varianten van deze drank.

## Varianten
Op de Manhattan bestaan wellicht honderden varianten. o.a.:
- De Droge Manhattan wordt gemaakt met droge vermout en een flinke scheut Blue Curaçao.
- De Perfect Manhattan wordt gemaakt met 1½ deel zoete en 1½ deel droge vermout.
- Bij de Cubaanse Manhattan wordt er bruine rum toegevoegd
- In de Florida Manhattan wordt de kers en de brandewijn weggelaten. Hiervoor in de plaats komt een schijfje citroen.
- De Rob Roy Manhattan wordt gemaakt met Scotch whisky.